# Драгана Атлија
Драгана Атлија (Книн, 14. октобар 1983) је српска манекенка и глумица. Била је Мис Србије 2009. године

## Биографија
Атлија је рођена у Книну, а одрастала је у Београду. Студирала је R&B College International и говори неколико језика: српски, енглески, шпански и италијански.
Освојила је титулу„ Мис бикини шарм” на Miss Body Beautiful 2008. године, а исте године освојила је и Мис Србије 2008. године и представљала државу на догађају Мис света у Насау.
Од 2014. године ради и као глумица. Њена прва улога била је тенисерка у акционој драми 3 дана за убиство.

## Филмографија
- Everly (2014)
- The November Man (2014)
- Ironclad: Battle for Blood (2014)
- 3 дана за убиство (2014)